# (129158) Michaelmellman
(129158) Michaelmellman est un astéroïde de la ceinture principale.

## Description
(129158) Michaelmellman est un astéroïde de la ceinture principale. Il fut découvert le 30 mars 2005 aux monts Santa Catalina par le projet CSS (Catalina Sky Survey). Il présente une orbite caractérisée par un demi-grand axe de 2,95 UA, une excentricité de 0,03 et une inclinaison de 11,1° par rapport à l'écliptique.
Il est nommé d'après un contributeur de la mission OSIRIS-REx dont l'objet est l'étude de l'astéroïde (101955) Bénou.